# Hoja bloque

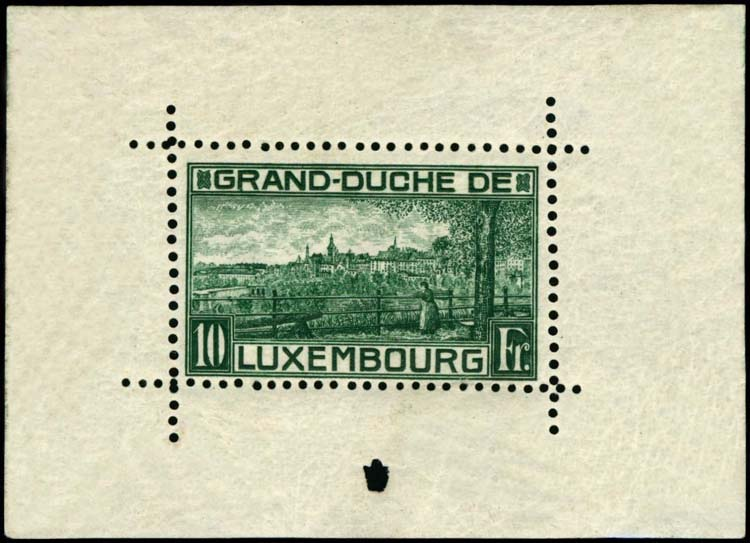
Primera hoja bloque, Luxemburgo, 1923, Scott #151

Una hoja bloque en filatelia es una forma particular de editar las piezas postales, impresas en una hoja pequeña con campos. Son estampillas para coleccionistas, que sin embargo se pueden emplear para franqueo (en contraste con otros souvenir que son descriptivos y no para franqueo).
Los hojas bloques se publican en muchos países en conmemoración de eventos o aniversarios. Su diseño artístico y exterior son de lo más diversos. Los campos de la hoja bloque, por lo general, contienen textos de conmemorativos (oficiosos), figuras o temas artísticos. En la hoja bloque se colocan de uno, a veces, 10-15 sellos de igual motivo o valor.
Luxemburgo aparentemente emitió la primera hoja bloque en 1923, una estampilla única de 10-francos, no disponible de otra manera, inserto en una hoja blanca. El propósito fue honrar el nacimiento de la Princesa Elisabeth.
|  |  |